# Nysa (fille d'Antiochos le Jeune)
Pour les articles homonymes, voir Nysa.
Titres
Princesse Séleucide
Reine du Pont
Nysa (en grec ancien : Νύσα), née vers 196 av. J.-C., est une princesse hellénistique du royaume du Pont appartenant à la dynastie des Séleucides.
Fille d'Antiochos le Jeune (mort avant d'avoir pu régner et fils aîné d'Antiochos III), elle est l'épouse de Pharnace Ier, roi du Pont.

## Biographie

### Princesse séleucide
Nysa est le fruit de la première union consanguine de la dynastie séleucide, puisqu'elle est la fille d'Antiochos le Jeune et de sa sœur-épouse Laodicé IV dont le mariage a été initié par Antiochos III. À la mort de son père en 193 av. J.-C., Laodicé épouse successivement ses autres frères, Séleucos IV et Antiochos IV.
Vers 172 av. J.-C., grâce aux efforts diplomatiques de son demi-frère maternel Demetrios Ier, Nysa épouse le roi du Pont, Pharnace Ier, son cousin, puisqu'il a pour mère Laodicé, une fille d'Antiochos II.

### Reine du Pont
Cette union matrimoniale marque le renforcement de la politique pro-séleucide menée par le royaume du Pont qui vient de conclure la paix avec les Attalides de Pergame. Il y a peu d'éléments sur le règne de Nysa. Mais des statues honorifiques et des inscriptions épigraphiques qui lui sont consacrées ont survécu. Pharnace a en effet cherché à établir de bonnes relations avec Athènes et le sanctuaire de Délos en accordant des dons, dont la nature exacte demeure inconnue. Une longue inscription honorifique des Athéniens à Délos honore Pharnace et Nysa qui ont reçu une couronne d'or ; des statues en bronze les représentant ont été érigées à Délos.
De cette union entre Nysa et Pharnace sont nés deux enfants : un fils, Mithridate V, et une fille, Nysa de Cappadoce (en), également connue sous le nom de Laodicé. Nysa serait morte pendant un accouchement.

## Famille

### Mariage et enfants
De son mariage en 172 av. J.-C. avec le roi Pharnace Ier, elle eut :
- Mithridate V ;
- Nysa (en), épouse d'Ariarathe V de Cappadoce.

### Ascendance
Sauf précision contraire, les dates de cet article sont sous-entendues « avant l'ère commune » (AEC), c'est-à-dire « avant Jésus-Christ ».